# Gavilanes (série télévisée)
 (octobre 2022).
Si vous disposez d'ouvrages ou d'articles de référence ou si vous connaissez des sites web de qualité traitant du thème abordé ici, merci de compléter l'article en donnant les références utiles à sa vérifiabilité et en les liant à la section « Notes et références ».
Gavilanes est une telenovela espagnole en 26 épisodes de 45 minutes et diffusée du 19 avril 2010 au 22 février 2011 sur Antena 3.
Elle s'inspire de la telenovela americano-colombienne Pasión de Gavilanes diffusée sur Telemundo en 2003-2004.
En France, elle a été diffusée à partir du 21 mars 2013 sur France Ô et rediffusée en 2014 puis depuis le 8 septembre 2017 sur Novelas TV.

## Synopsis
L'histoire tourne autour des frères Reyes, Juan, Oscar et Frank Reyes, qui ne jurent que pour venger la mort de leur sœur, Lidia. Ce qui les conduit à s'installer en tant que travailleurs à la demeure familiale Elizondo. La haine profonde commence à changer quand les frères Reyes sont intégrés à la vie de la famille Elizondo. Ils font la connaissance des trois filles de Bernardo et Sofia Elizondo, Norma, Sara et Lucia Elizondo. De plus, ils ne tardent pas à découvrir les personnalités troubles de Sofia Elizondo et de Fernando Ribas. Ils émergent alors amours, querelles et intrigues, qui va présider sur le développement des évènements qui suivront.

## Distribution
- Rodolfo Sancho (es) : Juan Reyes
- Roger Berruezo (es) : Óscar Reyes
- Alejandro Albarracín (es) : Frank Reyes
- Claudia Bassols (es) : Norma Elizondo
- Diana Palazón (es) : Sara Elizondo
- Alicia Sanz (es) : Lucía Elizondo
- Carme Elías : Sofía Cortés
- Fernando Andina : Fernando Ribas
- Benito Sagredo (es) : Víctor Abreu
- Manel Barceló : Adrián Cortés
- Jordi Martínez : Mario Nestares
- Daniela Costa : Claudia Aguirre
- Mercè Llorens (es) : Olivia Cano
- Adrià Collado : Álvaro Cuesta
- Pere Molina : Jaime
- Oriol Vila (es) : Ray
- Carlos Vicente : Robles
- Marta Marco : Laura
- Marta Calvó (es) : Eva Suárez
- Norma Ruiz : Rosario Montes
- Roberto Álvarez : Bernardo Elizondo

## Personnages principaux

### Les Reyes

#### Juan Reyes
Le frère aîné de la famille Reyes. En vertu d'une attitude de responsabilité et de prudence imposée par lui-même, c'est un homme impulsif qui se bat pour garder ses vrais sentiments cachés. Il entre à l'entreprise Elizondo en tant que responsable de l'entretien sous les ordres directs de Norma. Pour lui, les plus importants sont ses frères et connaître la vérité sur la mort de Lidia. Quand il rencontre Norma, il tombe amoureux d'elle à première vue et malgré les tentatives de nier et de le cacher, il ne peut jamais arrêter de penser à elle. A la fin de la première saison, il se fait tirer dessus, mais récupère. Norma vit maintenant avec lui, Frank et Lucia.

#### Óscar Reyes
Il est ambitieux, séduisant, sexy et bavard. Contrairement à Juan, il peut passer à autre chose après la mort de Lidia, mais décide d'accompagner son frère aîné, ému par les possibilités offertes par la succession: le luxe, le pouvoir, les femmes sexy, des possibilités d'avancement et d'atteindre leurs objectifs sociaux et aspirations économiques. Il a un emploi à l'Hôtel-Spa de Sara tout d'abord puis chez la famille Elizondo où il travaille, il a une relation avec Claudia, alors qu'il est responsable du jardin. Il voit Sara comme une cinglée, une personne rigide et dangereuse, mais à partir de cette différence, les deux approcheront. Dans la deuxième saison, il est avec Sara, même si Alvaro les tiges. Il arrête de travailler dans l'hôtel et travaille maintenant avec Fernando et il ne pas en parler à ses frères. Sara le quitte.

#### Frank Reyes
Le plus jeune et impulsif des trois frères Reyes. Sensible et une bonne personne à la fois, mais absolument incapable de mesurer les conséquences de ses actes. Son obsession s'appelle Rosario Montes, une chanteuse et son ancienne petite amie, ce qui s'avère être sa seule raison pour ne pas prendre le travail à la ferme. Quand elle quitte la ville, il décide de suivre son frère Juan et commencer une nouvelle vie. Il travaille dans un magasin comme magasinier, où il sera en contact permanent avec Lucia, qui a fini par s'entiché de lui. Lucia vit maintenant avec John et la succession de Norma Olivia. Rosario est soi-disant enceinte de lui. L'autisme a acheté une jument nommée Kimera qui essaie d'aider. Il prend soin du fils de Rosario, qui le fait séparé de Lucia.

### Les Elizondo

#### Norma Elizondo
L'aînée des sœurs Elizondo. Elle était le bras droit de son père et peut-être plus, ce qui la rend plus suspecte. Riche héritière de l'huile d'olive, elle est la seule avec son oncle Adrien qui comprend les secrets et le développement de l'or liquide. C'est une femme d'une beauté sereine, mais avec du caractère. Intelligente, sensible et émotionnelle, mais en même temps elle est juste le cerveau qui apporte quotidiennement son énergie à tde l'entreprise, dont elle est directrice. Elle est promise à Fernando Ribas, mais l'apparition de Juan changera complètement ses plans et sa vi toute réglée. Le jour du mariage tourne au drame entre Fernando et Juan. Dans la deuxième saison, elle quitte Fernando et reste avec Juan. Lucia vit maintenant avec John et Frank à la ferme d'Olivia et ne parle plus à sa mère. Elle est enceinte de Juan.

#### Sara Elizondo
Froide, méthodique et disciplinée. Une as de la finance et de l'organisation, elle est en revanche une catastrophe absolue pour les relations humaines. Elle est directrice de l'Hôtel Spa, un projet d'entreprise qu'elle tenait avec son père et qu'elle se promet de mener à bien. Son seul engagement est de travailler, elle consacre tout son temps. Elle a un petit ami de longue date, Leo, avec qui elle a une relation confortable et qui sert de bouclier pour d'autres moscones. Elle est la moins coquette de ses sœurs. Elle s'embrouille sans cesse avec Oscar, mais ne sera pas en mesure d'admettre pourquoi. Deux pôles opposés qui s'attireront pourtant l'un l'autre grâce à leur travail commun dans l'hôtel. Mais dans la deuxième saison, elle quitte l'hôtel et travaille avec Alvaro, qui n'a pas vraiment comme souhait d'avoir Oscar, comme son partenaire. Elle a quitté Oscar.

#### Lucía Elizondo
Enthousiaste, insouciante et belle. Elle ne partageait pas l'amour de son père pour l'huile d'olive ou les entreprises. Elle est étudiante, se rêve mannequin puis se retrouve malgré elle responsable de la boutique qui vend la production d'huile Elizondo et passe le reste de son temps à traîner, faire du shopping, flirter. Elle est attirée par Frank et bien que le début de leur relation sera tout à fait frivole, Lucia se montre peu à peu comme une femme sensible aux problèmes des autres et ses priorités changeront. Son principal obstacle à Rosario Montes et Frank sera la relation qui se maintient avec Lucia, une jolie jeune femme pu Frank vit avec Norma et Juan à la ferme avec Olivia et FranK qui a acheté une jumelle. Elle a quitté Frank.

#### Sofía Cortés
Veuve de Bernardo Elizondo, avec qui elle avait passer pratiquement sa vie. Attrayante, forte, méfiante, strict et déterminée. Elle veut le meilleur pour ses filles et essaye de contrôler la plupart de leurs décisions, mais se heurte souvent à la nécessité d'avoir la norme d'autonomie à la fois dans leur vie personnelle et professionnelle. Elle garde jalousement de nombreux secrets de son mari jusqu'à ce qu'ils atteignent un point où ça devient impossible. Elle est frustrée quand ça ne marche pas à son bon vouloir. Elle entretient toutes cses décisions commerciales avec Fernando dont elle s'avère amoureuse bien qu'étant le petit ami de sa fille aînés Norma. Pendant des années, elle a maintenu une relation cachée avec César Romero, l'ennemi juré de son mari. Dans la deuxième saison, elle tente de récupérer l'estime de Norma et Lucia qui ont quitté la maison. Elle entretient également une liaison avec Fernando.

### Autres personnages

#### Fernando Ribas
Fiancé de Norma Elizondo et directeur commercial de la société. Très ambitieux et bien qu'il soit vraiment amoureux de Norma, il est intéressé par elle pour répondre à ses aspirations de pouvoir. Son passé n'est pas clair du tout et il a une double face. Norma sait que l'homme avec qui elle va se marier n'est pas ce qu'il prétend être. Son ami et confident est Víctor Abreu. Il tire le jour de leur mariage sur Fernando, mais dans la deuxième saison il se remettra d'appoint et Norma le laisse. Il se met au travail avec Oscar. Olivia semblait éprouver quelque chose, mais il a embrassé Sofia. Il est avec Olivia et Sofia à la fois.

#### Víctor Abreu
Un sinistre personnage qui se déplace dans l'ombre du monde des affaires, la gestion des faveurs, l'influence et les menaces. Il est l'ami et allié de Fernando Ribas et la personne qui lui tirera dessus pour oublier ce que sont ces vrais objectifs et ne pas laisser son amour Norma entre ses mains. Froid et calculateur, mais en mesure d'avoir une place pour l'amour de Rosario Montes, a qui il a promet d'aider sa carrière de chanteuse. Fier et arrogant, il verra rapidement Frank comme une menace dont il voudra se débarrasser. 

#### Adrián Cortés
Frère de Sofia et directeur de production de la société. Sarcastique et ironique, cultivé, lent. Il est au courant de la plupart des secrets entourant la famille, mais est toujours resté bien à l'écart. Il était un ami proche de Elizondo, avec qui il partage une passion pour la production d'huile d'olive. Maintenant que Eva est de retour, il essaie de trouver son fils et maintenant elle vit avec lui.

#### Mario Nestares
Contremaître de la succession. Sofia Leal et surtout à Fernando Ribas. Dès le début sera entre les yeux aux frères Reyes, qui ne laissera pas respirer à peine. Envieux, soumis et sifflant, ce sera une menace constante pour eux. Un secret et un traumatisme qui est lié au lien qu'il a avec Claudia.

#### Claudia Aguirre
La gardienne de la vaste étendue des plantes et des jardins de la propriété Elizondo. Douce, cool, sexy, avec un point de sauvagerie qui la distingue des sœurs Elizondo et marquant ses humbles origines, comme celle des frères Reyes. Elle agira de façon bienveillante en tant que voix de la conscience des frères, en particulier auprès d'Oscar, pour avertir que ce n'est pas une bonne idée de se rapprocher des sœurs Elizondo et que ça peut tout compliquer. Elle se connecte immédiatement avec Oscar. A la fin de la première saison, elle avoue quil a tué Bernando Reyes et Lidia Elizondo. Dans la deuxième saison, elle est dans un hôpital psychiatrique, mais s'échappe et va chercher Oscar mais subit r une blessure.

#### Olivia Cano
Elle est une femme belle pleine d'atouts et de charmes. Derrière chaque homme, elle y voit une occasion. Elle est élégante, mais dans son cas cette élégance est méprisable. Olivia n'est pas née dans une famille riche. Elle a fait beaucoup de choses pour survivre et pour ne pas se sentir fier de presque chacun autour d'elle. Lorsque la série commence, elle reste la veuve d'un homme avec qui elle était marié. Héritière d'une ferme d'olive, qui sera son lien avec l'une des sœurs Elizondo. Elle semble être amoureuse de Juan, mais entretient avec Fernando une relation dès plus intimem.

#### Álvaro Cuesta
Il a un beau regard, intense et une voix enveloppante. Mignon et câlin. Il était l'enfant le plus populaire à l'école, le meilleur athlète, un étudiant exemplaire. Il était si habile à manipuler les relations personnelles que ses petites amies. Il a été le premier dans sa classe au collège et avant de terminer la course avait plusieurs offres d'emploi. À l'heure actuelle, il travaille comme avocat à la Fédération Aceitera de la Vega et s'occupe aussi de la famille Elizondo. Il est amoureux de Sara. Il est également marié, mais il cache bien son jeu.

#### Jaime
Il a passé la majeure partie de sa vie en tant que contremaître du mari de la succession d'Olivia, maintenant décédé. C'est un homme de terrain, observateur, rugueux, introverti, silencieux. À première vue, il peut sembler rugueux et asocial, mais c'est un homme sympathique au bon cœur. Dans sa vie, il n'y avait qu'un grand amour, une femme qui lui aurait fait faire n'importe quoi. Elle a profité de cette cession comme il était intéressé, mais elle est partie quand il a été jeté a présenté une meilleure occasion. Il aide maintenant les Reyes et les Elizondo.

#### Ray
Il peut parfois sembler fort, capable de faire face à tout et tout le monde, même si le type de violence pour lui est nécessaire. D'autres regards comme un enfant sans défense. Il est beau, drôle, intuitif. Il n'a jamais eu de bons rapports avec ses parents et a quitté la maison en étant presque un adolescent. Depuis lors, sa vie a été très problématique. Il est le fils d'Eva et Adrian. Il va vivre avec son père et avec Susana Lia, jusqu'à ce qu'il découvre qu'ils sont frères.

#### Robles
Il est le commandant d'instruction du mariage de tir en contact ont avec la famille Elizondo. Rugueux, humble pour traiter l'origine des criminels, l'homme est fasciné de rencontrer Sofia. Il essaie de faire son travail avec rigueur, mais son attirance pour Sofia va lui faire perdre toute l'objectivité. Le harcèlement de Romero compliquent aussi beaucoup les choses. Le soutien inconditionnel de Laura, son assistante, sera décisive pour lui. Il a été amoureux de Sofia.

#### Laura
Depuis qu'elle est enfant, elle voulait être flic. C'est une femme très attirante et, bien qu'à première vue, elle paraisse dure presque sec, elle cache sa beauté et sa tendresse reste enfouie. Elle est heureuse de travailler au service de Robles, qu'elle admire profondément parce qu'elle n'a jamais connu un homme plus honnête, droit et efficace. Elle est une travailleuse acharnée infatigable et a une intuition particulière lors de l'enquête sur toute cette affaire.

#### Eva Suárez
Elle est de la succession gouvernante du Elizondo. Est-ce que, dans une certaine amertume, contenu et distant avec le point de tout le monde. D'origine humble. Elle a beaucoup de comptes à rendre à Sofia, la veuve d'Elizondo et Eva. Elle décide donc d'aider et d'encourager les frères Reyes dans leurs quête. Après avoir quitté la maison Elizondo à la fin de la première saison, on la retrouve dans la seconde à la recherche de son fils Adrian. 

#### Rosario Montes
Coquette, intéressée, superficielle, ambitieuse et avec une aspiration claire: réussir en tant que chanteuse. Elle est la pire chose pour Frank. Après avoir quitté la ville dans laquelle vivaient les frères Reyes, elle finira par chanter dans le bar « La Frontera », appartenant à son nouveau petit ami, Víctor Abreu, un homme très dangereux qui sert de manager pour elle. Cependant, elle souffre de plusieurs revers et d'humiliations sur son chemin vers la gloire et quand cela arrive, elle a aucun problème pour avoir recours à Frank et il lui fourni une épaule charitable pour pleurer. Selon ce qu'elle affirme, elle est enceinte avec Frank. Dans la deuxième saison, elle disparaît et Frank prend soin de son fils.

#### Bernardo Elizondo
Un n entrepreneur fort et combattant. Attrayant et capable de séduire beaucoup plus jeune que luiil veut e épourse Lidia Reyes. Il mène une double vie à bien des égards. Il a une image respectée, mais en même temps il gagne beaucoup plus d'ennemis qu'il ne le pensait. Parent adulé par ses filles, un amant de rêve, il gère la tradition de l'huile d'olive. Il garde des relations cachées avec Lidia Reyes pour fuir son mariage avec Sofia. Dans le premier chapitre de la série, il a été assassiné par Claudia. Il meurt dans un accident de voiture provoqué avec la jeune Lidia, sa maîtresse.

## Autres versions
- Las aguas mansas (es) (1994-1995)
- Pasión de Gavilanes (2003-2004)
- Fuego en la sangre (2008)
- Tierra de reyes (2014-2015)
- Pasión de Amor (2015-2016)